# ليوبولد الأول (إمبراطور روماني مقدس)

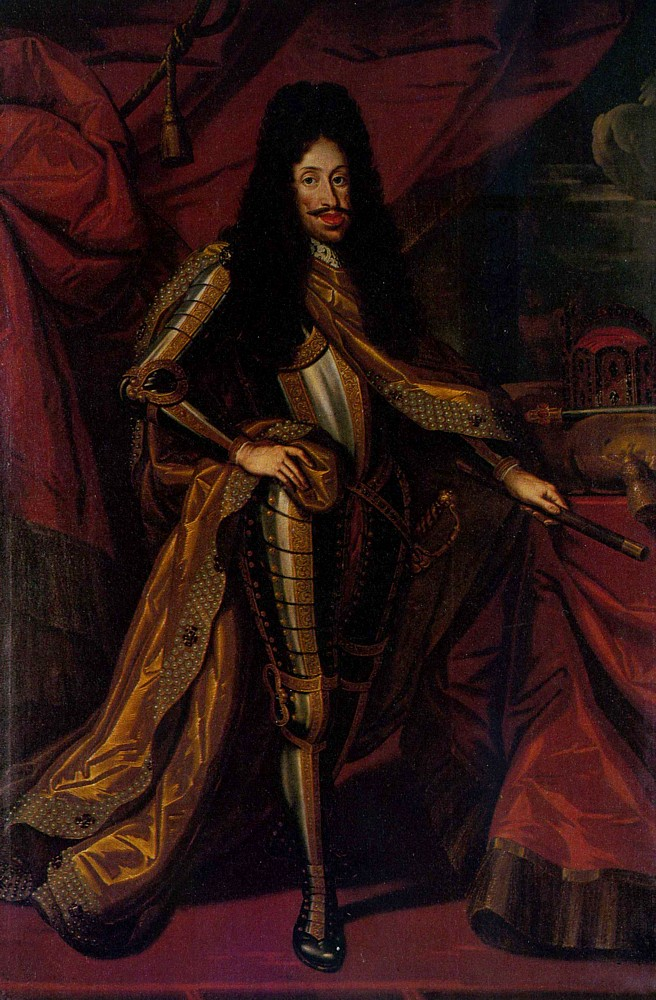

ليوبولد الأول (الاسم الكامل: ليوبولد إغناتس يوزف بالتازار فيليسيان؛ بالمجرية: I. Lipót ليبوت الأول؛ 9 يونيو 1640 - 5 مايو 1705)؛ هو الإمبراطور الروماني المقدس، ملك المجر وكرواتيا وبوهيميا، هو الابن الثاني لفرديناند الثالث، إمبراطور الروماني المقدس وزوجته الأولى ماريا آنا من إسبانيا، وأصبح ليوبولد وريثًا حقيقيًا في عام 1654 بعد وفاة شقيقه الأكبر فرديناند الرابع. ثم اختير ليوبولد عام 1658 ليحكم الإمبراطورية الرومانية المقدسة حتى وفاته في عام 1705، ولديه أطول مدة حكم لإمبراطور من أسرة هابسبورغ (46 عامًا و9 أشهر).
يُعرف عهد ليوبولد بالنزاعات مع السلطنة العثمانية في الشرق والتنافس مع لويس الرابع عشر ابن خالته في الغرب، بعد أكثر من عقد من الحروب، خرج ليوبولد منتصرًا من الحرب التركية العظمى بفضل المواهب العسكرية للأمير يوجين من سافوي، وبموجب معاهدة كارلوفجة استعاد ليوبولد معظم مملكة المجر التي كانت تحت الحكم التركي في السنوات التي تلت معركة موهاج عام 1526.
وخاض ليوبولد ثلاث حروب ضد فرنسا: الحرب الفرنسية الهولندية وحرب التسع سنوات وحرب الخلافة الإسبانية، خلال حرب الخلافة الإسبانية كان ليوبولد يسعى لإعطاء ابنه الأصغر كارل كامل الميراث الإسباني، متجاهلًا بذلك إرادة الراحل كارلوس الثاني. فبدأ ليوبولد حربًا سرعان ما اجتاحت أوروبا. كانت سنوات الحرب الأولى جيدةً بالنسبة للنمسا، إذ حققت انتصارات في شلينبرغ وبلاينهايم، ولكن استمرت الحرب حتى عام 1714، أي بعد تسع سنوات من وفاة ليوبولد، إذ بالكاد أثرت وفاته على مجريات الأمور. بعد عودة السلام، لم تكن النمسا تُعد منتصرة كما كانت في الحرب ضد الأتراك.

## نشأته
ولد ليوبولد في 9 يونيو 1640 في فيينا، وتلقى تعليمًا دقيقًا على أيدي أساتذة ممتازين. أظهر ليوبولد رغبة بالتعلم وهو في سن صغير، فأصبح يجيد عدة لغات: اللاتينية والإيطالية والألمانية والفرنسية والإسبانية. وأصبحت الإيطالية اللغة الأكثر تفضيلًا في بلاطه إلى جانب الألمانية. درس ليوبولد الكلاسيكيات والتاريخ والأدب والعلوم الطبيعية وعلم الفلك، وكان مهتمًا بشكل خاص بالموسيقى، مثل والده.
تلقى ليوبولد تعليمًا كنسيًا إذ كان من المخطط له أصلًا العمل الكنسي، حتى تغيرت تلك الخطط بعد وفاة شقيقه الأكبر الملك فرديناند الرابع ملك المجر في عام 1654، ما جعل ليوبولد وريثًا واضحًا. ومع ذلك فقد أثرت تعليم الكنيسة فيه بوضوح. فقد ظل متأثرًا باليسوعيين وتعليمهم طوال حياته، وكان يمتلك معرفة غير مألوفة بالنسبة لملك حول اللاهوت والميتافيزيقيا والفقه والقضاء والعلوم. واحتفظ أيضًا باهتمامه بعلم التنجيم والخيمياء وقد طوره تحت إشراف المعلمين اليسوعيين، كان ليوبولد شخصًا متدينًا جدًا ومتفانيًا، وجسد حالة الولاء النمساوي، أو الموقف الكاثوليكي الموالي لأسرته. من ناحية أخرى، ربما تسبب تقواه وتعليمه بضغوط كبيرة دفعته إلى رفض كل الحلول الوسطى فيما يتعلق بالمسائل الطائفية، إذ لا تعتبر هذه الصفة دائمًا خاصية إيجابية في الحاكم.
قيل إن ليوبولد كان يمتلك الخصائص البدنية التقليدية لأسرة هابسبورغ. كان قصيرًا ونحيلًا ومعتل الصحة، وكان باردًا ومتحفظًا في الأماكن العامة، وغير لبق اجتماعيًا، ومع ذلك يُقال إنه كان منفتحًا على الشركاء المقربين. وصف كوكس ليوبولد بالطريقة التالية: «كانت مشيته جليلةً وبطيئةً ومتأنيةً؛ كان شروده وكلامه غريبين، وأسلوبه غير مألوف، ومزاجه باردًا ولا مبالٍ». يجادل سبيلمان أن مهنته التي كان يفترض أن تكون طويلة كرجل دين سببت له «التبني المبكر للتقوى الكاثوليكية الشديدة التي كانت متوقعة منه والسلوك اللطيف المناسب لدعم هذا الدور. أصبح رجلًا دون أن يمتلك الطموح العسكري الذي تميز به معظم أقرانه من الملوك. منذ البداية، كان حكمه دفاعيًا ومحافظًا بشكل عميق».
اختارت المجر ليوبولد ملكًا في عام 1655، وتبعها كل من بوهيميا وكرواتيا في عامي 1656 و1657. وفي يوليو 1658، أي بعد أكثر من عام على وفاة والده، أصبح ليوبولد إمبراطورًا في فرانكفورت، على الرغم من أن الكاهن الفرنسي الكاردينال مازاران سعى لوضع التاج الإمبراطوري على رأس فرديناند ماريا ناخب بافاريا، أو أي شخص ليس من أسرة هابسبورغ وذلك لاسترضاء فرنسا، والتي كان لها تأثير كبير في الشؤون الألمانية بفضل عصبة الراين، وعد الإمبراطور المنتخب حديثًا بعدم مساعدة إسبانيا التي كانت في حالة حرب مع فرنسا. يمثل هذا بداية لمهنة استمرت 47 عامًا مليئة بالتنافس مع فرنسا وملكها لويس الرابع عشر. طغت شخصية وسلطة الأخير بشكل كامل على ليوبولد، ولكن على الرغم من أن ليوبولد لم يقد قواته بشكل شخصي كما فعل لويس الرابع عشر، إلا أنه كان ملكًا محاربًا قضى الجزء الأكبر من حياته العامة في ترتيبات ومتابعة الحروب.

## حرب الشمال الثانية
كانت حرب ليوبولد الأولى هي حرب الشمال الثانية (1655-1660)، والتي حاول فيها الملك كارل العاشر ملك السويد أن يصبح ملكًا لبولندا بمساعدة الحلفاء مثل جيورجي الثاني راكوزي، أمير ترانسيلفانيا. كان سلف ليوبولد فرديناند الثالث، حليفًا للملك يان الثاني كازيمير فاسا من بولندا في عام 1656. في عام 1657، وسع ليوبولد هذا التحالف ليشمل القوات النمساوية (مدفوعًا من قبل بولندا). ساعدت هذه القوات في هزيمة جيش ترانسيلفانيا، وشن حملة وصلت حتى الدنمارك. ثم انتهت الحرب بمعاهدة أوليفا عام 1660.

## الحروب المبكرة ضد الإمبراطورية العثمانية
تكرر تدخل الإمبراطورية العثمانية في شؤون ترانسيلفانيا، التي كانت دائمًا منطقة منفلتة، وأدى هذا التدخل إلى حرب مع الإمبراطورية الرومانية المقدسة، والتي بدأت بالفعل بعد بعض العمليات المتفرقة في عام 1663. من خلال نداء شخصي للمجلس التشريعي في ريغنسبورغ، حث ليوبولد الأمراء على إرسال المساعدة للحملة؛ أُرسلت قوات أيضًا من فرنسا، وفي أغسطس من عام 1664، حقق الجنرال الإمبراطوري العظيم ريموندو مونتيغوشيلي نصرًا كبيرًا في معركة القديس كوتهارد. ثم ضمن الإمبراطور هدنة مع السلطان لمدة عشرين عامًا من خلال معاهدة فسفار، وكانت بنود المعاهدة سخية أكثر مما يلزم بعد فوزه الأخير.

## روابط خارجية
- ليوبولد الأول، إمبراطور روماني مقدس على موقع الموسوعة البريطانية (الإنجليزية)
- ليوبولد الأول، إمبراطور روماني مقدس على موقع ميوزك برينز (الإنجليزية)